# Chính sách thị thực của Togo
Du khách đến Togo phải xin thị thực tại cửa khẩu trừ khi họ đến từ một trong những quốc gia được miễn thị thực. Ngoài ra họ có thể xin thị thực tại một trong những phái bộ ngoại giao Togo. Tất cả hộ chiếu phải còn ít nhất hai trang trống, và có hiệu lực 1 năm kể từ ngày nhập cảnh Togo.

## Bản đồ chính sách thị thực

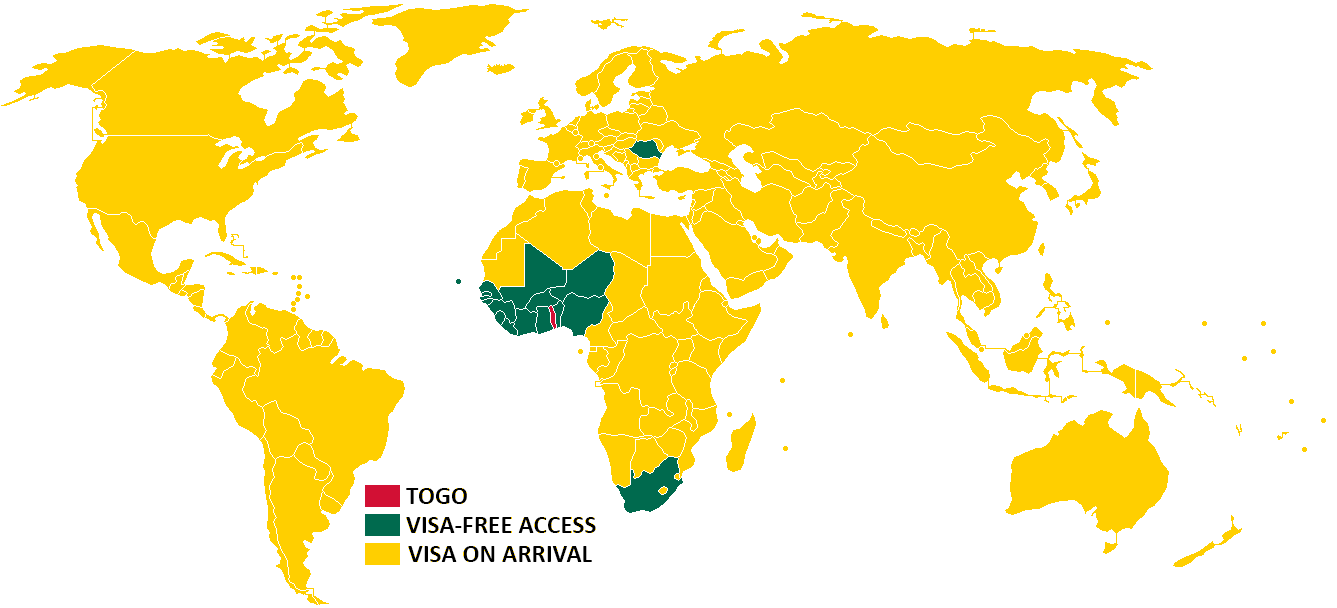
Chính sách thị thực Togo

## Miễn thị thực
Công dân 15 quốc gia ECOWAS có thể đến Togo mà không cần thị thực:
| - Benin - Burkina Faso - Cape Verde - Bờ Biển Ngà - Gambia - Ghana - Guinea - Guinea-Bissau - Liberia - Mali - Mauritania (3 tháng) - Niger - Nigeria - Senegal - Sierra Leone |

Miễn thị thực với công dân  Trung Quốc với hộ chiếu dành cho việc công, hộ chiếu ngoại giao và công vụ.

## Thị thực tại cửa khẩu
Công dân của tất cả các quốc gia có thể xin thị thực tại cửa khẩu để ở lại tối đa 7 ngày, nếu họ có vé khứ hồi hoặc chuyến tiếp theo. Có thể gia hạn thêm 90 ngày.